# Závory Andrea
Závory Andrea névvariáns: Závori Andrea (Budapest, 1953. május 13. –) magyar színésznő.

## Életpályája
1971-ben érettségizett a Hámán Kató Közgazdasági Szakközépiskolában. Pantomimesként és táncosként kezdte, pályájáról mesélte:

„...láttam a Köllő Miklós által vezetett Dominó Pantomim együttest az egyik Rákfogó koncerten, és valósággal beleszerettem a jazztáncba. Jelentkeztem az együttesbe, és fel is vettek… 
Az egyik barátnőm, aki nagyon tehetségesnek tartott, beadta a jelentkezésemet a 25. Színház stúdiójába. Az akkoriban egy legendás – mai kifejezéssel élve alternatív – színházi műhely volt. A stúdiót ellenfőiskolának szánták, nagyon nagy nevek tanítottak ott, nekem Iglódi Pista volt a rendező-, Montágh Imre a beszédtanárom, és sok ismert rendező is tartott órákat...”

 A 25. Színház stúdiójának hallgatójaként 1977-ben végzett, színészi pályája is itt indult. 1978-tól a Népszínház szerződtette. 1981-től alapító tagja volt a nyíregyházi Móricz Zsigmond Színház állandó társulatának. 1983-tól a kecskeméti Katona József Színházhoz szerződött. 1986-tól a Népszínház társulatához tartozott. 1987-től szabadfoglalkozású színművésznő. Játszott többek között a Thália Színházban, a Kolibri Színházban és Pesti Magyar Színházban is. Előadóművészként önálló esteken is szerepel.
 

„...rendezett engem Timár Béla az Ágacskában, amiben a Pösze egeret játszottam. Ő azt mondta, ezzel az alakítással a nagy színésznők sorába emelkedtem, Csukás Istvánnak pedig annyira tetszett, hogy írt nekem egy jutalomjátékot Tükörbohócok címmel, ami később kilenc évig ment a Tháliában.”

## Fontosabb színházi szerepei
- Pierre-Augustin Caron de Beaumarchais: Figaro házassága... Zsuzsi
- Alexandre Dumas: A három testőr... Donna Estefania, udvarhölgy
- Bertolt Brecht – Kurt Weill: Koldusopera... Peacockné
- Emil Braginszkij – Eldar Alekszandrovics Rjazanov: Ma éjjel megnősülök... Marina
- Lewis Carroll – Gyurkó László: Alice Csodaországban... Alice
- Mark Twain: Tom Sawyer kalandjai... Becky Thatcher
- Agatha Christie: Tíz kicsi néger... Vera Claythorn
- Csingiz Ajtmatov – Iglódi István: A kisfiúnak két meséje volt, az egyik csak az övé,a másik pedig, amit a nagyapjától hallott; aztánnem maradt egy meséje sem... szereplő
- Dalmiro Sáenz: Ez aztán szerelem... Wilenskyné
- Franz Xaver Kroetz: További kilátások - Kívánsághangverseny... Ruhsamné
- Horace McCoy: A lovakat lelövik, ugye?... szereplő
- Ismeretlen szerző: Kocsonya Mihály házassága... Második énekes
- Károlyi Gáspár – Vándorfi László: Jézus Krisztus, az embernek fia... szereplő
- Vörösmarty Mihály: Csongor és Tünde... Leány
- Csiky Gergely: Mukányi... Amália
- Krúdy Gyula: Rezeda Kázmér szép élete... Dóri
- Füst Milán: Negyedik Henrik király... Harmadik sváb lány
- Gárdonyi Géza – Ruszt József: A láthatatlan ember avagy Zéta története... szereplő
- Remenyik Zsigmond: Pokoli disznótor... szereplő
- Gyurkó László: Faustus doktor boldogságos pokoljárása... szereplő
- Maróti Lajos: Egy válás története... Vera
- Hernádi Gyula: Bajcsy-Zsilinszky Endre... szereplő
- Hernádi Gyula – Gyurkó László – Jancsó Miklós: Jöjj Délre cimborám!... szereplő
- Czakó Gábor: Disznójáték... Kóbor Blöki
- Csukás István: Tükörbohócok... Rossz tündér
- Csukás István: Ágacska... Pösze egér
- Békés Pál: A kétbalkezes varázsló... Csapcsöpp
- Elek Szilvia: Mámor menüett... Elisabeth Jacquet De La Guerre zeneszerzőnő
- Divinyi Réka: A Játékkészítő... Nagymama

## Előadóestek
- Egyenes labirintus (Pilinszky-est)
- Tüzes seb vagyok (Ady-est)
- Összezsugorodik a táj (Erdélyi költészet)
- A csontnak partjai (Dylan Thomas-est a Bran együttessel)
- Halló Krisztus (Gyurkovics Tibor-est)
- Egy ágyon, egy kenyéren (Ratkó József-est)
- Hoztam neked (zenés műsor gyerekeknek)

Régebbi előadásaiból:
- Libalagzi (gyermekműsor Szeli Ildikóval közösen)[2]
- Szerelem?! (szórakoztató est Szeli Ildikóval és Lengyel Istvánnal közösen)[3]

## Filmek, tv
- A Mobil – Egy vállalati pince történetéből (2008)...narrátor
- Last Call (2017)